# Tonight (Def Leppard)
Tonight è un singolo del gruppo musicale britannico Def Leppard del 1993, il sesto e ultimo estratto dal loro quinto album Adrenalize. Negli Stati Uniti raggiunse la posizione numero 13 della Mainstream Rock Songs e la numero 62 della Billboard Hot 100. Nel Regno Unito si piazzò alla numero 34 della Official Singles Chart.

## Video musicale
Il videoclip di Tonight è stato diretto da Josh Taft. È stato girato in Florida tra gennaio e febbraio del 1993, e mandato in onda nel marzo dello stesso anno.
È l'unico video dei Def Leppard girato completamente in bianco e nero.

## Tracce

### CD: Bludgeon Riffola / 864 231-2 (INT)
1. Tonight
2. Now I'm Here (con Brian May) (registrata al Wembley Stadium, Londra, 20 aprile 1992riportato nelle note del singolo)
3. Photograph (Live) (registrata a Bonn, Germania, 29 maggio 1992)
4. Tonight (Demo)

### CD: Bludgeon Riffola - Mercury / 862 017-2 (USA)
1. Tonight
2. She's Too Tough
3. Pour Some Sugar On Me (Live)

### 12": Bludgeon Riffola - Mercury / LEPX 11 (UK) / 862 287-1 (INT) / Picture Disc
1. Tonight
2. Now I'm Here (Live)
3. Hysteria (Live)